# Givairo Read
Givairo Read (Amsterdam, 2 juni 2006) is een Nederlands voetballer die bij voorkeur als verdediger speelt. Hij staat tot medio 2029 onder contract bij Feyenoord.
Read komt uit de jeugdopleidingen van AVV Zeeburgia en FC Volendam. In maart 2022 maakte de verdediger op 15-jarige leeftijd zijn debuut bij Jong FC Volendam en werd hierdoor de jongste debutant bij Jong FC Volendam in de Tweede divisie ooit. Een jaar later liet trainer Wim Jonk hem debuteren in het eerste elftal. Het bleef echter bij deze ene invalbeurt, want Read maakte medio 2023 transfervrij de overstap naar Feyenoord. Hier presteerde hij in zijn eerste half jaar goed in de jeugdelftallen, wat uiteindelijk resulteerde in een debuut in het eerste elftal van Feyenoord in februari 2024. Nadien werd hij overgeheveld naar de selectie van Feyenoord 1. 

## Clubcarrière

### FC Volendam
Read begon met voetballen bij AVV Zeeburgia in Amsterdam. In 2017 maakte hij de overstap naar FC Volendam. Halverwege het seizoen 2021/22 stroomde Read door naar het tweede elftal van de ploeg, Jong FC Volendam, dat destijds uitkwam in de Tweede divisie. Op 19 maart 2022 volgde zijn debuut in een wedstrijd tegen ASWH. Read kwam na 64 minuten spelen binnen de lijnen als vervanger van John Hilton. Hij was op dat moment vijftien jaar, negen maanden en zeventien dagen en werd hiermee de jongste debutant bij Jong FC Volendam in de Tweede divisie ooit. In zijn volgende wedstrijd voor de beloften, tegen IJsselmeervogels, wist Read zijn eerste doelpunt te maken. Desondanks verloor zijn ploeg de wedstrijd met 2-1. Aan het einde van het seizoen 2021/22 speelde Jong FC Volendam een tweeluik tegen Jong Almere City, de beloftekampioen, om handhaving in de Tweede divisie. Over twee wedstrijden won Jong FC Volendam (0–1 uit, 3–0 thuis). Read zat in het eerste duel de hele wedstrijd op de bank en kwam in de return na rust het veld in als vervanger van Jay Koorndijk. 
In de eerste twee wedstrijden van het seizoen 2022/23 zat Read bij de wedstrijdselectie van het eerste elftal van FC Volendam, dat na dertien jaar was teruggekeerd in de Eredivisie. Trainer Wim Jonk besloot hem echter niet in te zetten. Read speelde het merendeel van zijn wedstrijden bij het Jong FC Volendam van trainer Kiki Musampa. Hij zou dat seizoen tot 24 duels (1 doelpunt) komen in de Tweede divisie, maar kon niet voorkomen dat Jong FC Volendam het seizoen afsloot op de zeventiende plek, waarmee degradatie naar divisie 1 van de Onder 21-competitie een feit was. Wel maakte Read op 17 maart 2023 zijn officiële debuut in het eerste elftal van FC Volendam in de met 2-1 gewonnen thuiswedstrijd tegen Fortuna Sittard. Hij kwam in de slotfase binnen de lijnen voor Derry John Murkin. Het bleef voor de verdediger echter bij deze ene invalbeurt.

### Feyenoord

#### Seizoen 2023/24
In de zomer van 2023 stapte Read over naar Feyenoord, alwaar hij instroomde in de jeugdopleiding. Read won in de voorbereiding met Feyenoord onder 18 het Mladen Ramljak Memorial Tournament en wist tevens de prijs voor de meest waardevolle speler in de wacht te slepen. In de eerste seizoenshelft kwam hij met Feyenoord onder 18, dat onder leiding stond van Robin van Persie, uit in Divisie 1. Op 19 september 2023 volgde zijn debuut in de UEFA Youth League, toen Read met zijn ploeggenoten in eigen huis aantrad tegen de leeftijdsgenoten van Celtic FC. Hij maakte in deze wedstrijd tevens zijn eerste officiële doelpunt in het shirt van Feyenoord. Drie maanden later was Read van belangrijke waarde in de laatste groepswedstrijd van het toernooi, uit bij Celtic FC. Er werd met 2-3 gewonnen van de Schotten en Read was de aangever bij zowel de 2-1 als de 2-2. Dankzij de overwinning ging Feyenoord O19 door naar de knock-outfase van de Youth League.
Vanaf de winterstop trainde Read mee met het eerste elftal. Op 7 februari 2024 zat de verdediger voor het eerst bij de selectie van het eerste elftal, voor het bekerduel tegen AZ. Trainer Arne Slot hield hem echter negentig minuten op de reservebank. Op 15 februari 2024 debuteerde hij in het eerste elftal van Feyenoord. In de thuiswedstrijd tegen AS Roma in de UEFA Europa League viel hij 78e minuut in. Deze wedstrijd eindigde in 1-1. In mei 2024 won Read de KNVB Beker beloften met Feyenoord onder 21. Twee maanden later werd na de beker ook de voorjaarscompetitie gewonnen.

#### Seizoen 2024/25
Het seizoen 2024/25 begon voor Read op 4 augustus 2024 met het duel om de Johan Cruijff Schaal tussen Feyenoord en PSV. Hij verving in dit duel na 77 minuten spelen de geblesseerde Marcos López. Feyenoord won het duel uiteindelijk na strafschoppen. Enkele weken later, op vrijdag 13 september 2024, werd bekend dat de Rotterdammers het contract van Read hadden verlengd tot medio 2028 na een akkoord met de speler zelf. 
Op 15 januari 2025 maakte de verdediger zijn eerste treffer in Rotterdamse dienst, in een duel om de TOTO KNVB beker tegen Rijnsburgse Boys (1-4 winst). Read zette na zeven minuten spelen op aangeven van Antoni Milambo de 0-2 op het scorebord. In de UEFA Champions League kon Read in de groepsfase niet in actie komen, omdat Feyenoord hem niet had ingeschreven. Omdat clubs de mogelijkheid hebben om drie nieuwe spelers in te schrijven na de winterse transferperiode, kon Read zijn debuut maken op 12 februari 2025, in de tussenronde tegen AC Milan. 
Read werd voor de maand april 2025 door de Eredivisie verkozen tot Talent van de maand. In mei 2025 maakte de verdediger zijn eerste twee treffers in de Eredivisie, tegen respectievelijk Heracles Almelo en PSV. Op 31 mei speelde Read zijn laatste wedstrijd van het seizoen 2024/25 in clubverband. Hij werd geselecteerd voor Feyenoord onder 21 voor het beslissingsduel om het kampioenschap in de Onder 21-competitie. Tegenstander Cambuur onder 21 werd met 4–0 verslagen.

## Clubstatistieken
| Seizoen                       | Club           | Competitie     | Competitie | Competitie | Beker | Beker | Int. | Int. | Overig | Overig | Totaal | Totaal |
| Seizoen                       | Club           | Competitie     | Wed.       | Dlp.       | Wed.  | Dlp.  | Wed. | Dlp. | Wed.   | Dlp.   | Wed.   | Dlp.   |
| ----------------------------- | -------------- | -------------- | ---------- | ---------- | ----- | ----- | ---- | ---- | ------ | ------ | ------ | ------ |
| 2022/23                       | FC Volendam    | Eredivisie     | 1          | 0          | 0     | 0     | 0    | 0    | 0      | 0      | 1      | 0      |
| Clubtotaal                    | Clubtotaal     | Clubtotaal     | 1          | 0          | 0     | 0     | 0    | 0    | 0      | 0      | 1      | 0      |
| 2023/24                       | Feyenoord      | Eredivisie     | 0          | 0          | 0     | 0     | 1    | 0    | 0      | 0      | 1      | 0      |
| 2024/25                       | Feyenoord      | Eredivisie     | 26         | 2          | 3     | 1     | 3    | 0    | 1      | 0      | 33     | 3      |
| 2025/26                       | Feyenoord      | Eredivisie     | 1          | 0          | 0     | 0     | 1    | 0    | 0      | 0      | 2      | 0      |
| Clubtotaal                    | Clubtotaal     | Clubtotaal     | 27         | 2          | 3     | 1     | 5    | 0    | 1      | 0      | 36     | 3      |
| Carrièretotaal                | Carrièretotaal | Carrièretotaal | 28         | 2          | 3     | 1     | 5    | 0    | 1      | 0      | 37     | 3      |
| Bijgewerkt op 9 augustus 2025 |                |                |            |            |       |       |      |      |        |        |        |        |

## Interlandcarrière
Read vertegenwoordigde Nederland in verschillende leeftijdscategorieën. Tijdens het eindtoernooi van het Europees kampioenschap voetbal onder 19 van 2025 in Roemenië was hij aanvoerder van het elftal van Peter van der Veen. Dit elftal plaatste zich voor de finale van het toernooi waarin het Spanje trof. De voorzet van Read, die in eigen doel werd getikt door de doelman van Spanje, was het enige doelpunt in de finale, waarna Read de trofee in ontvangst mocht nemen van Gheorghe en Ianis Hagi.

## Erelijst
| Competitie           |           |           |           |           |
| Competitie           | Aantal    | Jaren     |           |           |
| Feyenoord            | Feyenoord | Feyenoord | Feyenoord | Feyenoord |
| -------------------- | --------- | --------- | --------- | --------- |
| KNVB Beker           | 1x        | 2023/24   |           |           |
| Johan Cruijff Schaal | 1x        | 2024      |           |           |
| Nederland –19        |           |           |           |           |
| EK Onder 19          | 1x        | 2025      |           |           |